# Большая Гурезь-Пудга
Большая Гурезь-Пудга — деревня в Вавожском районе Республики Удмуртия Российской Федерации.

## География
Деревня находится на реке Гурезь-Пудгинка, в 18 км от центра района.

## История
Административный центр упразднённого Гурезь-Пудгинского сельсовета, упразднённого (до 9 мая 2021 года) сельского поселения Гурезь-Пудгинское (Закон Удмуртской Республики от 26 апреля 2021 года № 30-РЗ).

## Население
| 2010 | 2012 |
| ---- | ---- |
| 526  | ↘511 |

По данным на 2008 население НП составило 592 человек.

## Известные уроженцы, жители
В деревне учителем истории, позже директором школы трудился Щёткин, Иван Петрович.

## Инфраструктура
Личное подсобное хозяйство с зоной сельскохозяйственного использования, индивидуальная застройка усадебного типа.
Основа экономики — сельское хозяйство.
Дом-музей Кузебая Герда. Евангелическо-лютеранский приход святого Петра.

## Транспорт
Деревня доступна автотранспортом. Остановка общественного транспорта «Гурезь-Пудга».